# Vignoux-sur-Barangeon
Vignoux-sur-Barangeon és un municipi francès, situat al departament de Cher i a la regió de Centre – Vall del Loira. L'any 2007 tenia 2.042 habitants.

## Demografia

### Població
El 2007 la població de fet de Vignoux-sur-Barangeon era de 2.042 persones. Hi havia 808 famílies, de les quals 176 eren unipersonals (96 homes vivint sols i 80 dones vivint soles), 292 parelles sense fills, 288 parelles amb fills i 52 famílies monoparentals amb fills.
La població ha evolucionat segons el següent gràfic:
Habitants censats

### Habitatges
El 2007 hi havia 887 habitatges, 816 eren l'habitatge principal de la família, 31 eren segones residències i 40 estaven desocupats. 878 eren cases i 4 eren apartaments. Dels 816 habitatges principals, 720 estaven ocupats pels seus propietaris, 84 estaven llogats i ocupats pels llogaters i 12 estaven cedits a títol gratuït; 4 tenien una cambra, 27 en tenien dues, 152 en tenien tres, 255 en tenien quatre i 378 en tenien cinc o més. 682 habitatges disposaven pel capbaix d'una plaça de pàrquing. A 293 habitatges hi havia un automòbil i a 467 n'hi havia dos o més.

### Piràmide de població
La piràmide de població per edats i sexe el 2009 era:
| Homes | Edats   | Dones |
| ----- | ------- | ----- |
| 0     | 95 o +  | 0     |
| 4     | 90 a 94 | 0     |
| 12    | 85 a 89 | 24    |
| 0     | 80 a 84 | 20    |
| 16    | 75 a 79 | 12    |
| 24    | 70 a 74 | 48    |
| 40    | 65 a 69 | 56    |
| 40    | 60 a 64 | 36    |
| 52    | 55 a 59 | 72    |
| 60    | 50 a 54 | 40    |
| 84    | 45 a 49 | 64    |
| 104   | 40 a 44 | 104   |
| 92    | 35 a 39 | 104   |
| 44    | 30 a 34 | 48    |
| 28    | 25 a 29 | 56    |
| 40    | 20 a 24 | 20    |
| 80    | 15 a 19 | 68    |
| 80    | 10 a 14 | 100   |
| 52    | 5 a 9   | 36    |
| 28    | 0 a 4   | 48    |

## Economia
El 2007 la població en edat de treballar era de 1.383 persones, 1.008 eren actives i 375 eren inactives. De les 1.008 persones actives 946 estaven ocupades (504 homes i 442 dones) i 62 estaven aturades (25 homes i 37 dones). De les 375 persones inactives 152 estaven jubilades, 114 estaven estudiant i 109 estaven classificades com a «altres inactius».

### Ingressos
El 2009 a Vignoux-sur-Barangeon hi havia 836 unitats fiscals que integraven 2.074,5 persones, la mediana anual d'ingressos fiscals per persona era de 18.854 €.

### Activitats econòmiques
Dels 74 establiments que hi havia el 2007, 3 eren d'empreses extractives, 2 d'empreses alimentàries, 9 d'empreses de fabricació d'altres productes industrials, 16 d'empreses de construcció, 12 d'empreses de comerç i reparació d'automòbils, 3 d'empreses de transport, 6 d'empreses d'hostatgeria i restauració, 2 d'empreses financeres, 4 d'empreses immobiliàries, 7 d'empreses de serveis, 6 d'entitats de l'administració pública i 4 d'empreses classificades com a «altres activitats de serveis».
Dels 22 establiments de servei als particulars que hi havia el 2009, 1 era una oficina de correu, 2 tallers de reparació d'automòbils i de material agrícola, 4 paletes, 4 guixaires pintors, 3 fusteries, 2 electricistes, 1 perruqueria, 3 restaurants i 2 agències immobiliàries.
Dels 3 establiments comercials que hi havia el 2009, 2 eren fleques i 1 una botiga de roba.
L'any 2000 a Vignoux-sur-Barangeon hi havia 14 explotacions agrícoles que ocupaven un total de 395 hectàrees.

## Equipaments sanitaris i escolars
L'únic equipament sanitari que hi havia el 2009 era una farmàcia.
El 2009 hi havia 1 escola maternal i 1 escola elemental.

## Poblacions més properes
El següent diagrama mostra les poblacions més properes.